# Townsend (hrabstwo Oconto)
Townsend – jednostka osadnicza w Stanach Zjednoczonych, w stanie Wisconsin, w hrabstwie Oconto.